# Jerónimo de Ortal
Jerónimo de Ortal (Zaragoza, c. 1500 - Santo Domingo, c. 1538) fue un expedicionario, conquistador y gobernador español.

## Biografía
Soldado en la conquista de Navarra de 1516 y 1521 y en el asedio de la fortaleza de Fuenterrabía de 1522.
Embarcó hacia las Indias en 1525, donde formó parte de la expedición realizada por Diego de Ordás en 1531 para explorar la zona del rio Orinoco. Con algunos problemas de jurisdicción por los derechos de los habitantes de la isla de Cabagua, que representaba Pedro Ortiz de Matienzo, en 1532 Ordás viajó a España para obtener licencia para nuevas exploraciones.
Diego de Ordás murió en el viaje y fue Jerónimo de Ortal quien retomó el interés por la zona. Gracias a la amistad con Francisco de los Cobos, obtuvo la gobernación del golfo de Paria y derechos de explotación de factorías en la zona, por capitulación firmada en Monzón con fecha de 25 de octubre de 1533.
Ortal arribó a la península de Paria en octubre de 1534 con la única intención de lograr más pertrechos y hombres para internarse por el Orinoco, y alcanzar la provincia del Meta en busca de un supuesto Dorado, sobre cuya existencia circulaban ya diversas informaciones y era comentario generalizado.
Ortal mandó por delante a su lugarteniente Alonso de Herrera, quien había organizado un grupo expedicionario en Paria. Herrera debía remontar a pie el Orinoco, mientras unas semanas después Ortal debía comenzar la navegación con bergantines por el río. El punto del primer encuentro era el pueblo de Huyapari; o bien por las prisas de Herrera o bien por el retraso acumulado de Ortal, Herrera siguió río arriba sin esperar a su jefe. Pero al llegar a la tierra de los llanos del Meta fueron atacados por los indios. Herrera murió en el combate y la diezmada expedición quedó al mando de Álvaro de Ordás, sobrino de Diego, quien prudentemente decidió regresar hasta la desembocadura del Orinoco. 
La Audiencia de Santo Domingo le comisionó a explorar y conquistar la zona de Nueva Andalucía, organizando tres expediciones que terminaron en fracaso de la zona del Meta, en busca de El Dorado. 